# 한한령
한한령(限韓令, 영어: Korea limitation order, China's ban on Korean culture and products) 또는 금한령(禁韓令) 혹은 한류 금지령(韓流禁止令)은 중국인들이 한류 컨텐츠를 비롯한 각종 한류 대중문화를 금지시키기 위한 조치의 일환에 따른 금지령이었으나 대중문화 외에도 각종 한국상품 및 한국계 기업, 백화점, 상점, 식당 등에 대한 불매 보이콧 그리고 한국인들에 대한 비자 발급 지연 또는 거부 등 전방위적으로 확대되었다. 
2016년 대한민국이 사드 미사일의 배치가 결정된 것을 공표한 이후 중화인민공화국이 취하고 있는 각종 보복 조치 방안으로서 한국 문화, 상품, 무역에 대해서 전방위적으로 규제 사항이 적용된다. 중국인 관광객들이 한국으로 왕래하고 있는 선박과 항공기 등을 모조리 규제하는 것이 관련 표현으로도 언급될 수도 있다. 
또한 위의 조치들은 2024년 현재까지도 계속되고 있지만 구체적으로 볼 때 어떠한 포괄적인 법령이나 명령 등의 공개된 공식 문서화되어 있는 것이 아닌 중국공산당의 지령으로 알려져 있다.

## 주요 배경
사드 보복의 일환으로 중국 내부에서 실행하는 한국인, 한국 경제, 한국 문화 차별법으로 처음에는 CF나 영화, 드라마에 나오던 한국인 모델 및 연예인들을 하차시키거나 한국 작품의 수입금지 조치로 시작하였다.
한한령이 중국에 의해 내려지면서 한류 컨텐츠들이 대거 타격을 주었다. 대표적으로 타깃을 삼은 것은 한국에서 방송하고 있는 드라마, 예능 프로그램, K-POP 등을 규제하는 것을 필두로 하여, 김치나 불고기, 비빔밥 등 한국 요리를 중국 내 식당에서 보급하지 않는 강력한 조치가 단행되었고, 또한 중국에서의 한국 음식은 북한 요리만 보급하라는 지침이 있기 때문이다. 더욱이 한한령 여파에 따라 중국 프로모션과 관련된 활동을 둘러싸고 연예기획사 간의 소송전도 벌였지만, 마땅한 증거자료가 전혀 없고 내용이 불충분하여 서울중앙지방법원의 판결 결과에 따라 없었던 일이 되어 버렸다.

## 경향
중국 내에서의 한류 컨텐츠 금지 결정에 따라 한류 컨텐츠들이 전부 퇴물 취급을 받게 되었다.

## 해제 논의
2021년 서훈 국가 안보실장과 양제츠 중국 외교 담당의 한중 회담에서 한한령을 해제하겠다는 협상에 성공했다. 이듬해에 열릴 2022년 동계 올림픽과 중국 문화 교류의 해로 둔 영향 때문에 이러한 결정이 난 것이라는 분석이다. 이날 회담을 통해 종전 선언과 원자재 문제 해결, 적극적 문화 교류에 관해서도 대화를 나누었으며, 문재인 대통령의 공약인 종전 선언의 진전을 위해 내달 초 한중 화상 회담까지의 가능성도 열었다. 한편 중국은 베이징 올림픽 한국 지지를 강조했다.
부분적 해제로 인해 2015년 제작된 암살 이후 6년 만인 2021년 12월 3일에 오! 문희가 중국에서 잠시 개봉되었지만, 그 이후 바로 한한령은 재강화되었다.

## 같이 보기
- 북한화(zh:朝鲜化, 서조선) - 한한령을 신호탄으로 시진핑의 2017년 제19차 중국 공산당 전국대표대회에서 2번째 임기 이후 중국이 점진적으로 북한식 쇄국주의를 추종하는 현상
- 전랑 외교
- 중화문명탐원공정
- 동북변강역사여현상계열연구공정(동북공정)
- 병아리 계획(小鷄計劃, 샤오지 계획) - 1단계 북한 북부, 2단계 북한 남부, 3단계 한반도 전역 점령 계획
- 초한전(超限戰, en:Unrestricted Warfare) - 중국공산당 주도의 수단과 방법을 가리지 않고 사회 전분야에 걸쳐서 매수, 회유, 협박 공작 등을 총동원한 하이브리드 전쟁
- 천인계획(千人計劃, en:Thousand Talents Plan)
- 중화문명 전파공정(中華文明 傳播工程) & 공자학원
- 중국몽
- 중국제조 2025
- 중화인민공화국에서 차단된 웹사이트 목록 - 2007년부터 본격적으로 시작되어 현재(2024년)에도 진행되고 있는 서방권 주요사이트들 차단 조치
- 중화인민공화국에서 검열된 인터넷 검색어
- 한대령(限台令) - 2020년 차이잉원 대만총통 재선후 대만의 대중문화나 상품들에 대한 불매로 확대됨
- 한적령(限籍令) - 2021년 이후 중국방송에서 홍콩인, 마카오인, 대만인 그리고 외국인들에 대한 출연 제한 빈도가 급격히 상승함
- 밀크티 동맹

## 어학사전
혐한  [嫌恨]
국어
뜻
못마땅하게 여겨 꺼리고 원망함
1. ↑  https://imnews.imbc.com/replay/2021/nwdesk/article/6320834_34936.html

혐한을 주도하는 일본인이 있는가 하면 한국 청년들에게 희망이 담긴 노래로 응원하는 일본인도 있다